# Григорян, Сергей Вагаршакович
Сергей Вагаршакович Григорян (арм. Սերգեյ Վաղարշակի Գրիգորյան; 12 апреля 1934, Варденис — 26 декабря 2016) — советский и армянский геолог. Доктор геолого-менералогических наук (1971), профессор (1976), академик НАН РА (1990, член-корреспондент 1986). Президент Международной ассоциации прикладной геохимии (СНГ) (1993).

## Биография
Родился в 1934 году в АССР.
В 1958 году окончил Московский институт цветных металлов и золота.
С 1964 по 1999 год он преподавал в МГУ. С 1966 по 1975 год возглавлял кафедру редких и разрозненные элементов минералогии. Также преподавал в ЕГУ.
С 1975 по 1992 год работал в Институте геологических наук НАН Украины, сначала заместителем директора, а с 1987 года директором института.
В 1993—1999 годах — заместитель директора Института геологии зарубежных стран (Москва).
С 1999 года — председатель совета по наукам о Земле Национальной академии наук Республики Армения, с 2000 года- советник директора Института геологических наук Национальной академии наук Республики Армения, член президиума Национальной академии наук.
Научные работы связаны с обнаружением полезных ископаемых, скрытых в глубоких горизонтах эксплуатируемых рудников и их экологическая оценка. Он является автором учения по геохимическому изучению «слепых» (скрытых в недрах) рудников. Он является автором двух научных открытий: «Вертикальная зональность первичных геохимических ареалов» (1979), «Закономерность распределения химических элементов в приземной атмосфере» (1990).
Членство: академик-учредитель Академии естественных наук РФ (с 1990), член президиума Международной ассоциации геохимии и космохимии (1982—1992), президент Международной ассоциации геохимии (стран СНГ).
Награды и звания: орден Трудового Красного Знамени, Звание «Почетный недропользователь», 1984 год.